# ميجيستيرول
ميجيستيرول (بالإنجليزية: Megestrol)‏ هو دواء يُستعمل في علاج:
- فقدان الشهية[5]
- متلازمة الهزال[5]
- سرطانة بطانة الرحم[5]
- سرطان الثدي[5]